# Крейг Мелло
Крейг Мелло (англ. Craig Cameron Mello, нар. 18 жовтня 1960 року, Нью-Гейвен, Коннектикут) — американський вчений, молекулярний генетик.
Працює в Гарвардському університеті та медичній школі Массачусетського університету. У 2006 році здобув Нобелівську премію з фізіології або медицини разом з Ендрю Фаєром за «відкриття РНК інтерференції — пригнічення експресії генів дволанцюговою РНК».